# E2fsprogs
e2fsprogs（時々 e2fs programs と呼ばれる）はext2、ext3とext4ファイルシステムをメンテナンスするための一連のユーティリティである。これらのファイルシステムはしばしばLinuxディストリビューションの標準であるため、e2fsprogsは一般に必要不可欠なソフトウェアであると考えられている。
e2fsprogsに含まれるプログラムは以下の通りである。
- e2fsck: 不整合性の調査と修復をするfsckプログラム
- mke2fs: ext2、ext3とext4ファイルシステムの作成
- resize2fs: ext2、ext3とext4ファイルシステムの拡張・縮小ユーティリティ
- tune2fs: ファイルシステムのパラメータ変更ユーティリティ
- dumpe2fs: スーパーブロックとブロックグループの情報出力ユーティリティ
- debugfs: ファイルシステムの内部構造を手動で表示、変更するツール

これらのユーティリティの多くはlibext2fs共有ライブラリに依存し、ライブラリのサブルーチンを使用している。
名前が示唆するものに反して、e2fsprogsはext2だけではなくext3、ext4に対しても動作する。ext3のジャーナリング機能はe2fsckを使う必要性を減らしうるが、カーネルのバグやたちの悪いハードウェアからファイルシステムの破壊を避けるために今もなお時々必要となる。

fsckの時間/inode比のカウント(ext3対ext4)

ext4ではe2fsckの実行時間はかなり減少している。
Linuxカーネル内のext2、ext3、ext4ファイルシステムに対するユーザスペースの付属ソフトとして、e2fsprogsはLinuxオペレーティングシステムで最もよく使われるユーティリティである。しかし、e2fsprogsはFreeBSDやDarwinのような他のシステムにも移植されている。